# 星光堂薬局

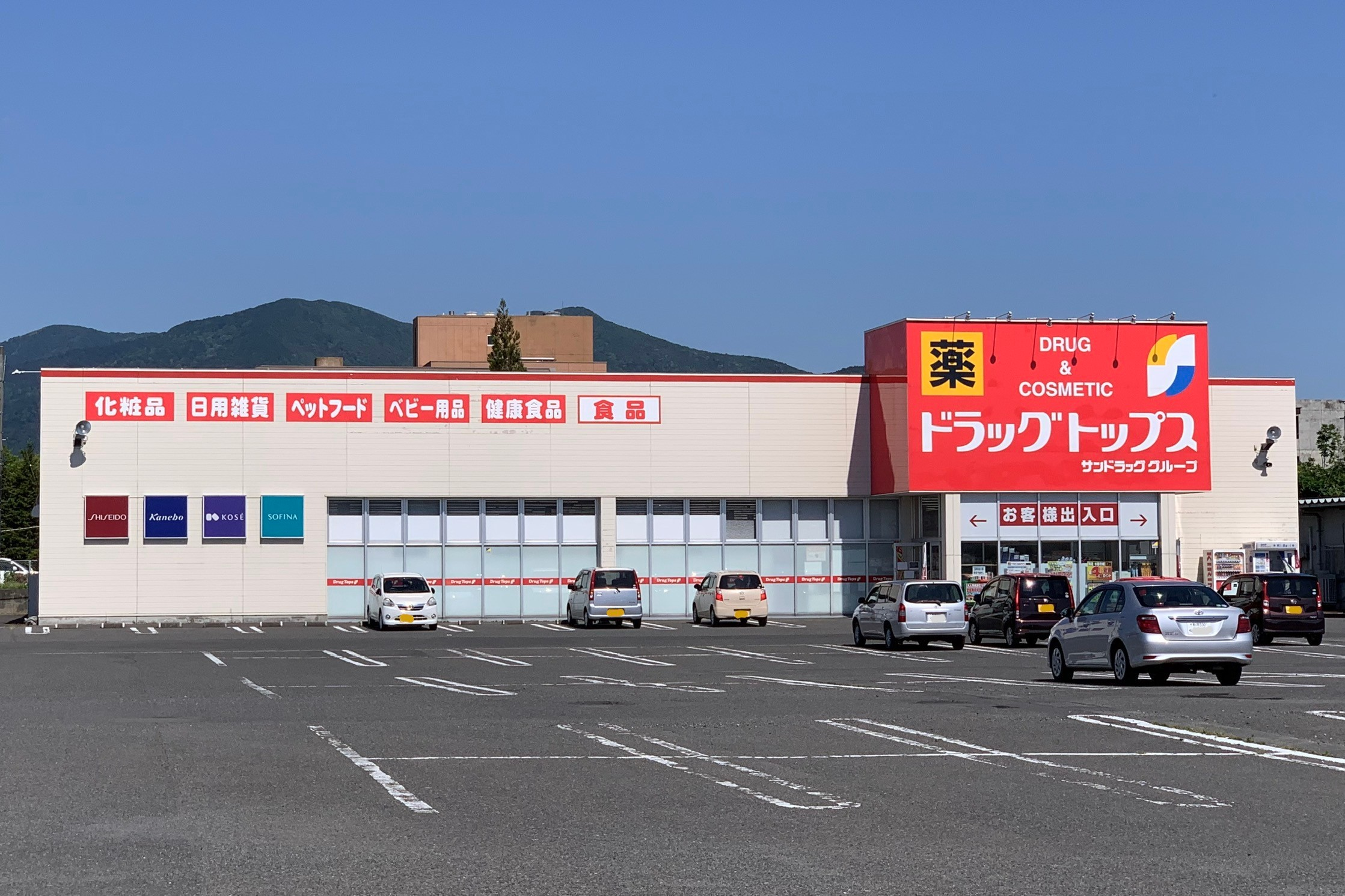
ドラッグトップス 村松店（看板変更後、2020年5月）

株式会社星光堂薬局（せいこうどうやっきょく）は、新潟県、福島県、山形県、長野県を地盤にドラッグストアを展開する企業。
サンドラッググループに属する。

## 概要
新潟県を地盤に、ドラッグストア「ドラッグトップス」を展開する（長岡市の一部店舗は「くすりのセイコードー」の屋号である）。また、福島県内ではサンドラッグのフランチャイズ経営を行っている。積極的な店舗進出を図っており、将来的に72店舗、売上250億円を目指している。

## 沿革
- 1921年（大正10年）- 長岡市に星光堂薬局を開業。
- 1951年（昭和26年）- 株式会社星光堂薬局に改組。
- 1996年（平成8年）- 本部を創業地の長岡市から新潟市に移転。
- 2001年（平成13年）- 物流センターを創設。新潟県内に26店舗を展開。
- 2003年（平成15年）- 東京の大手ドラッグストア、サンドラッグと提携。
- 2014年（平成26年）- 新潟県、福島県に57店舗を展開。
- 2017年（平成29年）- 本部事務所を新潟市西区小針から新潟市中央区本馬越のドラッグトップス馬越店 2Fに移転
- 2022年（令和4年）- 山形県鶴岡市にドラッグトップス鶴岡エスモール店を開業、山形県に進出。

## 店舗
新潟県、福島県、山形県に70店舗を構える。そのうち新潟都市圏が約半数を占めている。